# فرازير باتريك
فرازير باتريك (بالإنجليزية: Fraser Patrick)‏ هو لاعب سنوكر بريطاني، ولد في 8 نوفمبر 1985 في غلاسكو في المملكة المتحدة.

## روابط خارجية
- فرازير باتريك على موقع CueTracker.net (الإنجليزية)